# ماریا آندره برتراند

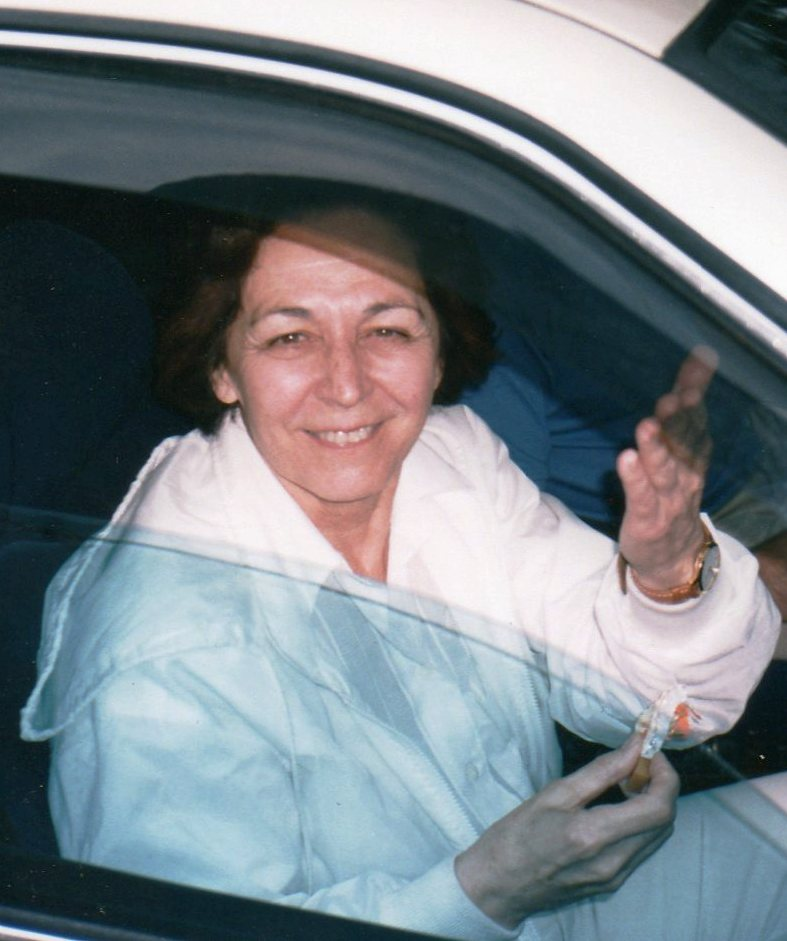
ماریا آندره برتراند (انیاتی، ۱۹۹۷)

ماریا اندره براتراند (به انگلیسی: Maria andré bratrand) (زاده ژوئن ۱۹۲۵ - درگذشته ۶ مارس ۲۰۱۱) یک جرم‌شناس و فمینیست فرانسوی-کانادایی بود. او  کار خود را به‌عنوان یک مددکار اجتماعی برای مجرمان زن که عمدتاً کارگران جنسی بودند، آغاز کرد و تحصیلات خود را در زمینه حقوق و جرم‌شناسی ادامه داد و در دانشگاه‌های معتبر تحصیل کرد و در حوزه‌های مرتبط با تحلیل جرم و مطالعات جنایی فعالیت داشت.

## فعالیت‌های علمی پژوهشی
ماریا در تحقیقات خود بر سه حوزه متمرکز بود، سیاست‌های مرتبط با مواد مخدر، رفتار با زنان توسط سازمان‌های عدالت کیفری، و به طور کلی نظریه انتقادی فمینیستی در مورد جرم‌شناسی و جامعه‌شناسی حقوق. ماریا در حوزه تحلیل جرم و روان‌شناسی جنایی پژوهش‌هایی انجام داده است. مطالعات او شامل بررسی الگوهای رفتار مجرمان و نقش عوامل محیطی در رفتارهای مجرمانه بوده است. تحقیقات وی در نشریات علمی منتشر شده و مورد استفاده پژوهشگران قرار گرفته است. ماریا همچنین در چندین پروژه تحقیقاتی شرکت داشته و آثار او در حوزه جرم‌شناسی و تحلیل رفتارهای مجرمانه منتشر شده است. مطالعات او در زمینه‌های سیاست‌های کیفری و پیشگیری از جرم در مقالات علمی بررسی شده است.

### تدریس و مطالعات دانشگاهی
ماریا در دانشگاه‌ها به تدریس مباحث مرتبط با جرم‌شناسی پرداخته و در نگارش مقالات و کتاب‌های علمی مشارکت داشته است. 

## آثار
- تصویری از خود بازنمایی اجتماعی زنان مجرم: (مطالعه تطبیقی جنایات زنان در هفت کشور، پایان‌نامه دکتری)، دانشگاه کالیفرنیا، برکلی، (۱۹۶۷)

- زنان و جنایت، مونترال، (۱۹۷۹)
- زنان در زندان (۱۹۹۶)
- زندان برای زنان (۱۹۹۸)